# 이춘구 (이춘시)

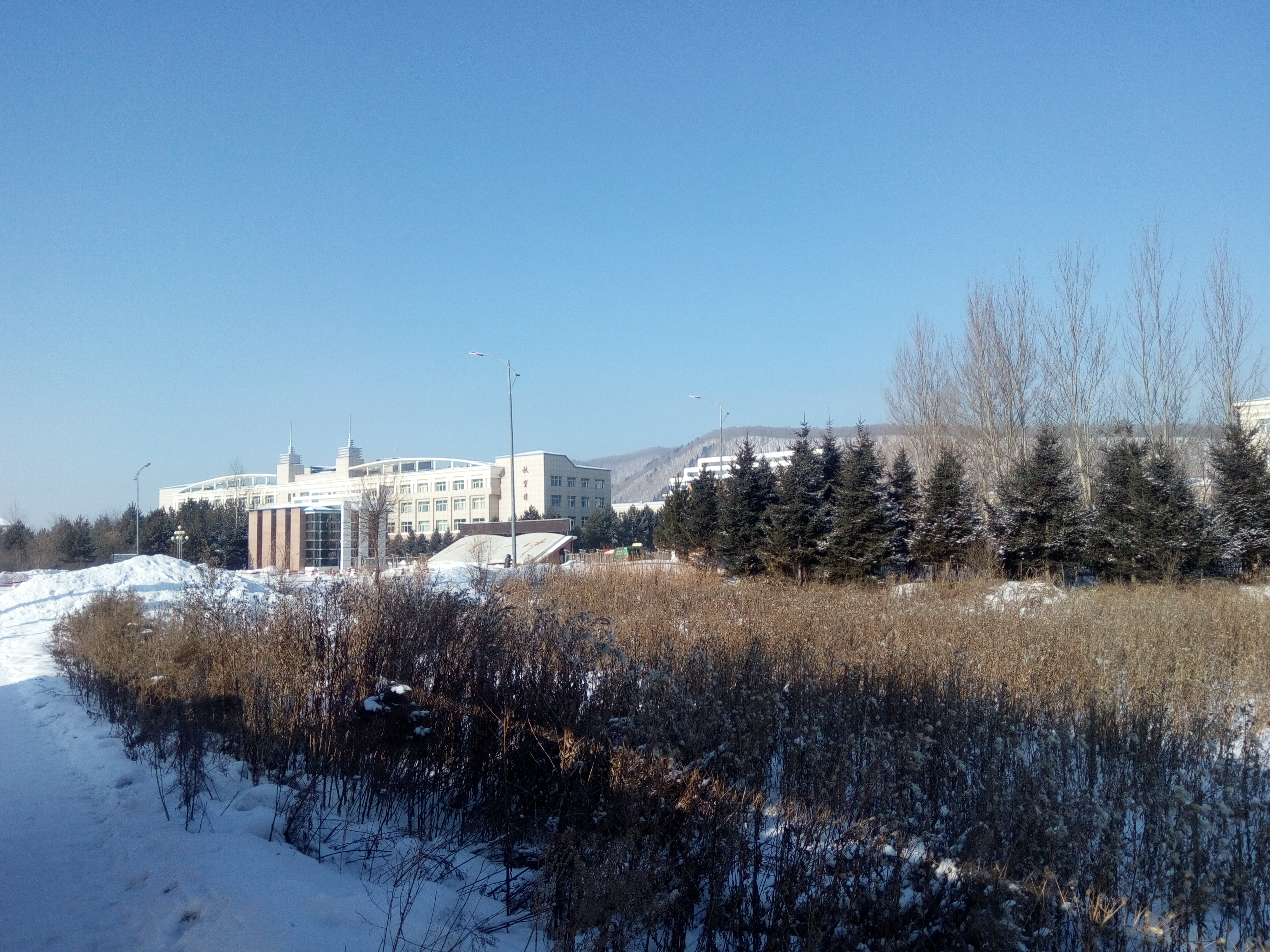

이춘 구(한국어: 이춘구, 중국어: 伊春区, 병음: Yīchūn Qū)는 중화인민공화국 헤이룽장성 이춘 시의 행정 구역이다. 넓이는 100km2이고, 인구는 2007년 기준으로 160,000명이다.

## 행정 구역
5개 가도를 관할한다.
- 가도: 旭日街道, 红升街道, 前进街道, 朝阳街道, 东升街道.